# Kátó Sándor
Kátó Sándor (Sepsiszentgyörgy, 1946. augusztus 9. – Algyő, 2016. november 12.) színész, rendező.

## Életpályája
1960–1964 között a Brassói Unirea diákja volt. 1967–1972 között a marosvásárhelyi Szentgyörgyi István Színművészeti Intézet hallgatója volt. 1972–1976 között a Sepsiszentgyörgyi Állami Magyar Színházban szerepelt. 1976–1979 között a Temesvári Állami Magyar Színházban játszott. 1979–1981 között a Nemzeti Színház társulatának tagja volt. 1981–1993 között a Szegedi Nemzeti Színház tagja volt. 1994–1998 között a Szabadkai Népszínház színművésze volt. 1998-tól a Móra Ferenc Népszínház Egyesület vezetője volt.
Bokszoló (többszörös román bajnok, Balkán bajnok, Európa-bajnoki ezüstérmes) is volt.

## Színházi szerepei
- Hacks: A sanssouci molnár – Simon
- Sorescu: Ősanya – Vőlegény; Első maszk
- William Shakespeare: Vízkereszt, vagy amit akartok – Sebastian
- Arghezi: Lángok –
- Tömöry Péter: Őfelsége a nép – I.D. Negulici
- Tömöry Péter: Síp a tökre – Bodó Orbán
- Popescu: A kerti törpe – Katonák
- Jékely Zoltán: Mátyás király juhásza –
- Illyés Gyula: Bolhabál – Peta
- Csehov: Medve – Szmirnov Grigorij Sztyepanovics
- Móricz Zsigmond: Mint a mezőnek virágai – A Dohányos
- Gábor Andor: Rosszkedved van, papa? – Az ura
- Vysuąil: Jánosik igazságot tesz – Jánosik
- Mészöly Miklós: Bunker – Botos öreg
- Cser Gábor: A hétpettyes lovag – Első katona
- Filadelfi Mihály: Torzó Messiás –
- Madarász Iván: Tévedések vígjátéka – Porkoláb
- Jókai Mór: Barangok – Barangh Ubul gróf
- Molnár Gál Péter: Vízkereszttől-Szilveszterig – Első csendőr
- Szakonyi Károly: Hongkongi paróka – Krecskai Géza
- Ábrahám Pál: Viktória – Rezesbanda vezetője; Excellenciás
- Behan: A túsz – Önkéntes
- William Shakespeare: Sok hűhó semmiért – Faszén
- Thomas: Charley nénje – Brasett
- Nóti Károly: Nyitott ablak – Őrmester
- Presser Gábor: Jó estét nyár, jó estét szerelem – Orvos
- Schiller: Ármány és szerelem – Öreg komornyik
- Szabó György: Kun László szerelmei – Törtel
- William Shakespeare: IV. Henrik – Richard Scroop
- O'Neill: Vágy a szilfák alatt – Seriff
- Simai Mihály: Félszárnyú tündérek titkai – Bummkobaky
- Karinthy Ferenc: Leánykereskedő – Macedon
- Scribe: Egy pohár víz – Komornyik
- William Shakespeare: Hamlet – Pap
- Szophoklész: Antigoné – A thébai vének kara
- Bart: Olivér – Noah Claypole
- Böhm György: A kőszívű ember fiai – Pál úr
- William Shakespeare: Lear király – Nemes
- Eisemann Mihály: Én és a kisöcsém – Mosolygó
- Kaufman: Egerek és emberek – Gazda
- Sütő András: Csillag a máglyán – Darlot; Rendőrfőnök
- Wasserman: Kakukkfészek – Warren ápoló
- Simon: Furcsa pár – Murray
- Gorkij: Éjjeli menedékhely –
- Székely János: Mórok – Szerzetes
- Molnár Ferenc: Liliom –
- Kern András: A 22-es csapdája – Black kapitány
- William Shakespeare: Macbeth – Első gyilkos
- Wesker: Konyha – Gaston
- Weöres Sándor: A holdbeli csónakos – Menelaos
- Moliere: Don Juan avagy a kőszobor lakomája – Rőzse

## Filmjei
- A ménesgazda (1978)
- 80 huszár (1978)
- Allegro barbaro (1979)
- Magyar rapszódia (1979)
- Rosszemberek (1979)
- Családi kör (1980)
- Hívójel (1980)
- Ideiglenes paradicsom (1981)
- A hétpettyes lovag (1981)
- Torta az égen (1984)
- Széchenyi napjai (1985)
- Könyörtelen idők (1992)
- Az álommenedzser (1994)

## Díjai
- Teleki Pál-érdemérem (2013, Bene Zoltánnal)
- A Magyar Érdemrend lovagkeresztje (2013)